# Policía secreta

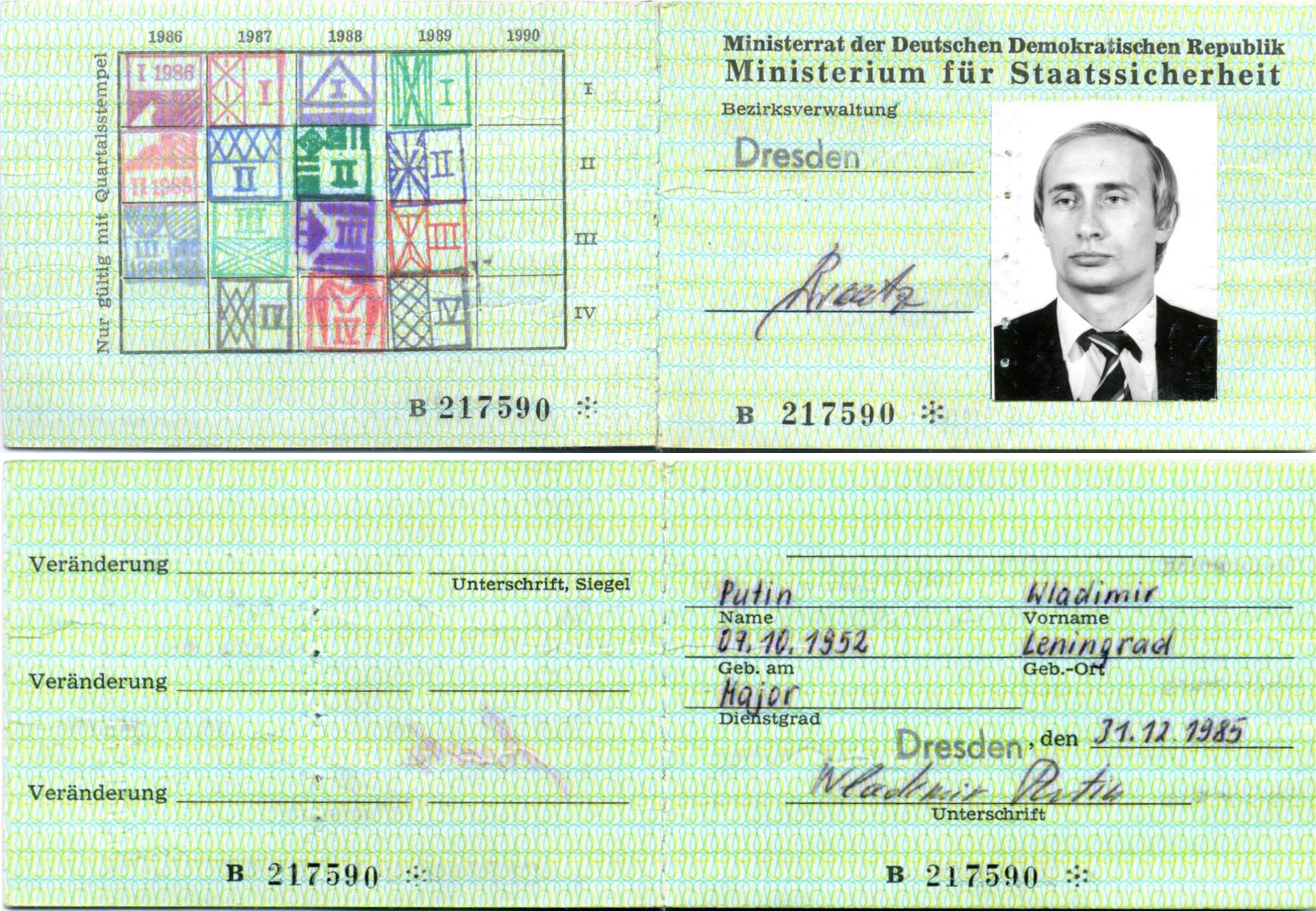
Carné de identidad de Vladimir Putin de la policía secreta, emitido por la Stasi de la Alemania Oriental mientras trabajaba como oficial de enlace del KGB soviético entre 1985 y 1989. Ambas organizaciones empleaban formas similares de represión.

La policía secreta son agencias policiales, de inteligencia o de seguridad que realizan operaciones encubiertas contra los opositores y disidentes políticos, ideológicos o sociales de un gobierno. Las organizaciones de policía secreta son características de los regímenes autoritarios y totalitarios. Estas agencias protegen el poder político de un dictador o régimen y, con frecuencia, operan al margen de la ley para reprimir disidentes y debilitar a la oposición política, utilizando a menudo la violencia.

## Métodos
Según el criminólogo Nicolas Desurmont, hay tres tipos de vigilancia: vigilancia ostentosa que puede conducir al acoso en grupo, vigilancia errática que es aleatoria y vigilancia encubierta que está oculta. La vigilancia ostentosa está asociada con la vigilancia política de una policía secreta en un objetivo de linchamiento.

## Lista de fuerzas de policía secreta

### Fuerzas de policías secretas en países comunistas, socialistas y marxistas
- La Checa en la Unión Soviética bajo Lenin (1917-1922)
- La OGPU en la Unión Soviética bajo Alekséi Rýkov (1923-1934)
- La NKVD en la Unión Soviética bajo Iósif Stalin (1934-1954)
- La KGB en la Unión Soviética (1954-1991)
- La KGB en Bielorrusia (1991-actualidad)
- La ÁVH en la República Popular de Hungría (1948-1956)
- La Securitate en la República Socialista de Rumania (1948-1989)
- La Sigurimi en la República Popular de Albania (1943-1991)
- La Stasi en la República Democrática Alemana (1950-1990)
- La Darzhavna Sigurnost en la República Popular de Bulgaria (1944-1989)
- La Státní bezpečnost en la República Socialista de Checoslovaquia (1945-1990)
- La Urząd Bezpieczeństwa (UB) y posteriormente la Służba Bezpieczeństwa (SB) en la República Popular de Polonia (1956-1990)
- La OZNA (1944-1952) y la UDBA (1946-1991) en la República Federal Socialista de Yugoslavia
- El Departamento de Seguridad Estatal en la República Popular Democrática de Corea. (1973-actualidad)
- La Oficina 610 en la República Popular China (1999-2018)
- El Ministerio de Seguridad del Estado, agencia de inteligencia y policía secreta de la República Popular China (1983-actualidad) lo
- El SEBIN, agencia de inteligencia y policía secreta de la República Bolivariana de Venezuela (1999-actualidad)
- La Santebal en la Kampuchea Democrática (1971-1979)

### Fuerzas de policía secreta fascistas, nacionalistas y nacionalsocialistas
- La Gestapo en la Alemania Nazi (1933-1945)
- La OVRA en el Reino de Italia (1927-1945)
- La Tokkō en el Imperio de Japón (1910-1945)
- La Kempeitai en el Imperio de Japón (1881-1945)
- La PIDE en el Estado Nuevo (Portugal) (1954-1969)
- La Dirección General de Seguridad en Portugal (1969-1974)
- El CGP en la España franquista (1941-1978)
- La Dirección de Seguridad Nacional (DSN) en Venezuela, durante la dictadura de Marcos Pérez Jiménez (1946-1958)
- La Jamahiriya el-Mukhabarat en la Gran Yamahiriya Árabe Libia Popular Socialista bajo Muamar el Gadafi (1969-2011)

### Fuerzas de policía secreta en regímenes monárquicos y/o monarquías parlamentarias de Europa
- La Ojrana en la Rusia zarista. (1881-1917)
- El MI5 en Reino Unido (1909-actualidad)
- El CSP en España. (1978-1986)

### Fuerzas de policía secreta en Repúblicas de Norteamérica, Europa y Asia
- El FBI en Estados Unidos (1908-actualidad)
- La DCRI en Francia (1982-actualidad)
- La BfV en Alemania (1950-actualidad)
- La AISI en Italia (2007-actualidad)
- El NIS en Corea del Sur (1961-actualidad)
- El OIJ en Costa Rica (1973-actualidad)

### Fuerzas de policía secreta en Latinoamérica
- La Mazorca al servicio de Juan Manuel de Rosas, gobernador de la Provincia de Buenos Aires, Argentina. (1829-1832, 1835-1852)
- La SIDE (1946-2015) bajo control de la dictadura desde 1976 con Jorge Rafael Videla en Argentina. Además interactuaba con los servicios de inteligencia militar de Ejército, Fuerza Aérea, Armada, Policía Federal, Provinciales y Grupo de tareas. Esta regulación únicamente en contra del enemigo político, se manifestó antes y durante la guerra de las Malvinas. En febrero de 2015 se aprobó un proyecto de ley para disolver el organismo y crear, en su lugar, la Agencia Federal de Inteligencia[8] en base al proyecto enviado por la presidenta Cristina Fernández.[9]
- La DINA bajo la dictadura militar de Augusto Pinochet en Chile (1973-1977)
- La CNI del mismo gobierno, Chile (1977-1990)
- El F2 (1949-1995) en Colombia.
- La DFS, que protagonizó la represión política en México desde 1947 y la "guerra sucia" mexicana en la década de los sesenta y setenta.(1947-1985)
- La Oficina de Seguridad Nacional (OSN) fue la policía secreta de la familia Somoza en Nicaragua.
- El SIN, durante la presidencia de Alberto Fujimori en el Perú. (1990-2000)
- En Venezuela se encuentran Dirección de Seguridad Nacional (1949-1959), Dirección de los Servicios de Inteligencia y Prevención (1969-2009)
- Servicio Bolivariano de Inteligencia Nacional es la actual la policía secreta de Venezuela, creada bajo la presidencia de Hugo Chávez, continuada por Nicolás Maduro (2009- actualidad).

### Fuerzas de policía secreta en el Caribe
- Policía Nacional Revolucionaria de Cuba  o PNR (1908-1959 reformada)  creada durante la presidencia de José Miguel Gómez,  es la antecesora y el origen de la actual Dirección de Inteligencia de Cuba DI o G2 . La PNR fue reestructurada por Fidel Castro, inicialmente  luego de los enfrentamientos y ataques del Movimiento 26 de julio.
- La Dirección de Inteligencia de Cuba  conocida por las siglas DI , DGI o G2  es policía política creada durante el gobierno de Fidel Castro en Cuba, en el año 1961, con apoyo de la KGB.[cita requerida] (1961 - actualidad)
- Servicio de Inteligencia Militar. Organización al servicio de Rafael Leónidas Trujillo, dictador de la República Dominicana. (1957-1962)
- Tonton Macoute en el Haití de François Duvalier, más conocido como Papa Doc. (1959-1986)

### Fuerzas de policía secreta en Oriente Medio
- El SAVAK en el Irán prerrevolucionario (1957-1979)
- El VEVAK en el Irán actual (1984-actualidad)
- La Mujabarat en Irak bajo Sadam Huseín (1973-2003)
- El Mosad servicio de inteligencia de Israel (1949-actualidad)